# 危險夏日
《危險夏日》（英語：The Dangerous Summer）是一本非小說類書籍，由歐内斯特·海明威所著，於1985年海明威逝世後出版。寫於1959年及1960年，這本書描述了1959年危險的夏季：鬥牛士路易斯·米格尔·特里亚纳（西班牙語：Luis Miguel Dominguín）及安東尼奧·奧多涅斯（西班牙語：Antonio Ordóñez）相互較勁。它已被列為海明威所寫的最後一本書。

## 背景
《危險夏日》的原稿有約七萬五千字，是海明威於1959年10月和1960年5月間寫給《生活雜誌》的手稿。海明威托付他的好朋友威廉·朗來到西班牙取稿提供給雜誌社。這本書的原稿是由他的美國出版商斯克裡布納之子公司編輯，於1960年九月期間三萬字的編輯版本分三次連續發表在《生活雜誌》。

## 夏季的賽事

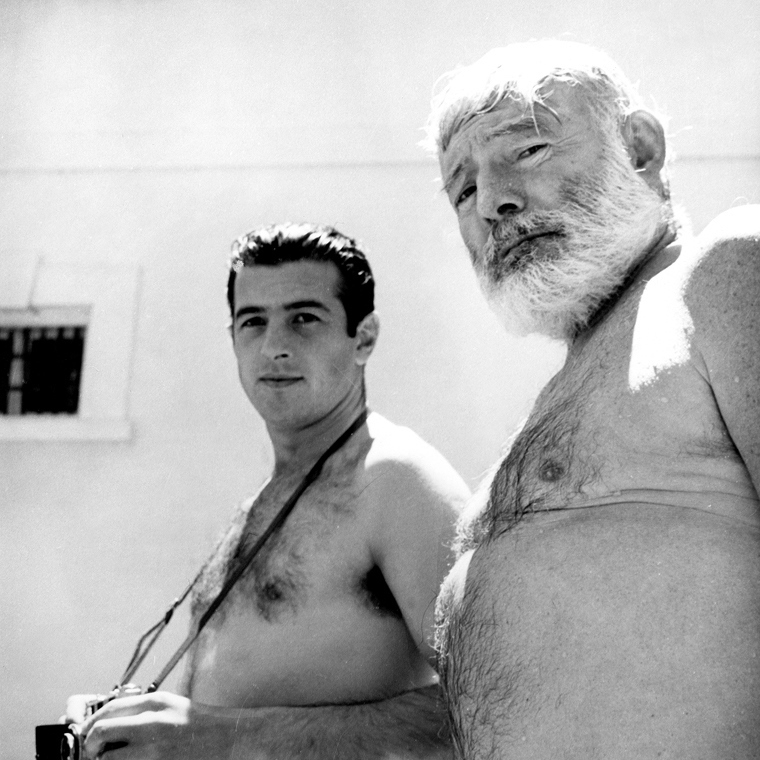
1959年奧多涅斯及海明威攝於西班牙馬拉加。

這本書描述安東尼奧·奧多涅斯於1959年鬥牛賽季中崛起。1959年5月13日在阿蘭胡埃斯的鬥牛賽事，奧多涅斯被嚴重撞傷，但仍留在賽場並殺死公牛，獲得公牛的耳朵、尾巴和牛蹄作為獎勵。
相比之下，路易斯·米格尔·特里亚纳已經是著名的鬥牛士，經過數年休假後返回賽場。沒有奧多涅斯的天資聰穎，他的驕傲和自信令他與新人在賽季中激烈競爭，兩人在賽事中數次對壘。賽季開始時特里亚纳超級自信，但因為競爭而漸變謙卑。奧多涅斯在鬥牛賽事中顯示驚人的技巧，執行高度危險的，經典的推移。特里亚纳則往往使用海明威所形容的「花招」，這些招式看起來令人印象深刻，但實際上是比較安全的。然而，在華倫西亞的賽事，特里亚纳被嚴重的抵傷，不久奧多涅斯亦都受傷。不到一個月後，兩位鬥牛士在賽場重逢並上演一場海明威形容為：「我所見過最偉大的鬥牛比賽之一」，「一個近乎完美的鬥牛賽事，沒有任何花招」。六場競賽之後，他們贏得十隻耳朵，四條尾巴及兩隻牛蹄作為獎勵，一個非凡的壯舉。他們最後的一次比賽在畢爾包舉行，特里亚纳受到公牛幾乎致命的撞擊；奧多涅斯則展示絕對大師級的技巧，以最經典及最危險的動作刺殺公牛。奧多涅斯的「接收」動作需要作三次嘗試，顯示了戰鬥的藝術和勇氣，海明威將他比作是傳說中的鬥牛士佩德羅·羅梅羅（西班牙語：Pedro Romero）。

## 註腳
1. 1 2 3  Hemingway, Ernest. . 1985: ix.
2. ↑  Hemingway (1985), p. 6
3. ↑  Hemingway (1985), pp. 43–47
4. ↑  Hemingway (1985), p. 91
5. ↑  Hemingway (1985), p. 7
6. ↑  Hemingway (1985), p. 103
7. 1 2  Hemingway (1985), p. 109
8. ↑  Hemingway (1985), pp. 131–132

## 外部連結
- The New York Times book review （页面存档备份，存于）